# مستقبل فوسفوليباز أ2 الإفرازي
مستقبل فوسفوليباز أ2 الإفرازي (بالإنجليزية: Secretory phospholipase A2 receptor)‏ هو إنزيم موجود عند الإنسان مشفر بالمورثة PLA2R1.

## الأهمية السريرية
يعد مستقبل فوسفوليباز أ2 نوع م مولد ضد رئيسي في اعتلال الكلية الغشائي مجهول السبب حيث يوجد في أكثر من 70% من الحالات.